# Стрілянина у школі Сенді-Хук
Стрілянина у школі Сенді-Хук — масове вбивство, яке сталося 14 грудня 2012 року в початковій школі району Сенді-Хук міста Ньютаун, штат Коннектикут. Це одне з наймасовіших вбивств у початкових школах США.

## Історія
14 грудня 2012 року у своєму будинку була вбита вчителька початкових класів Ненсі Ленза. Її застрелив власний син, двадцятирічний Адам Ленза. Після цього озброєний пістолетами вбивця приїхав у початкову школу на машині, що належала вбитій. Увірвавшись до будівлі він почав стріляти з пістолетів Glock та SIG Sauer. Після прибуття поліції злочинець застрелився. Його жертвами стали двадцять дітей та семеро дорослих. Всі діти були у віці шість — сім років. Чотирнадцять дітей врятувала вчителька, яка сховала їх від вбивці у шкільному туалеті.

## Реакція
Генеральний секретар ООН Пан Ґі Мун назвав цей злочин жахливим. Президент Обама виступив зі зверненням до американців та оголосив у країні чотириденну жалобу. По всій країні та закордонних представництвах Сполучених Штатів було приспущено прапори до 18 грудня. Багато світових держав, зокрема і Україна, висловили свої співчуття щодо того, що сталося.
16 грудня 2012 р. Президент США побував в Ньютауні, де взяв участь в спільній молитві й виголосив емоційну промову «Ньютауне, ти не один!». В ній Барак Обама двічі цитував Біблію, співчував родинам загиблих та пообіцяв впорядкувати обіг вогнепальної зброї:
«Треба покласти край цим трагедіям. Нам скажуть, що у подібного насильства є комплексні причини. Це так. Ніякий закон чи пакет законів не здатні прибрати диявола з нашого світу чи запобігти безглуздому акту насильства в нашому суспільстві, але це не може бути виправданням бездіяльності! Якщо є змога зробити бодай крок, щоб вберегти ще одну дитину, ще одного батька, ще одне місто від цього горя, тоді у нас безперечно є зобов'язання спробувати зробити цей крок!»
Ряд аналітиків у відповідь на заяву Президента США Барака Обами зазначили, що школа Сенді-Хук була так званою Gun-Free зоною, тобто зоною, де заборонено носіння вогнепальної зброї, що не зупинило нападників, однак позбавило жертв можливості до збройного опору.